# Unsterbliches Regiment

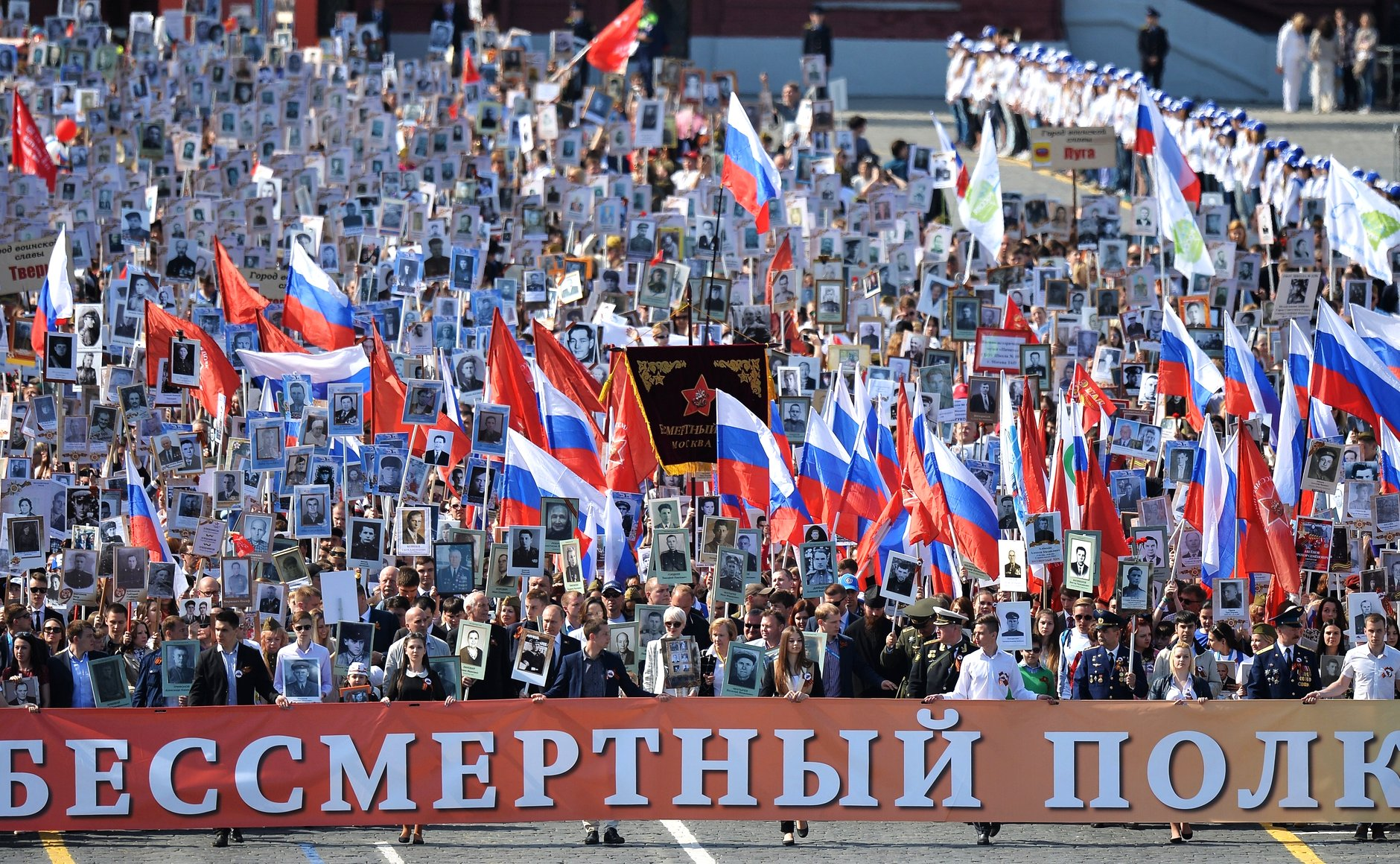
Die Aktion „Unsterbliches Regiment“ in Moskau, 9. Mai 2015

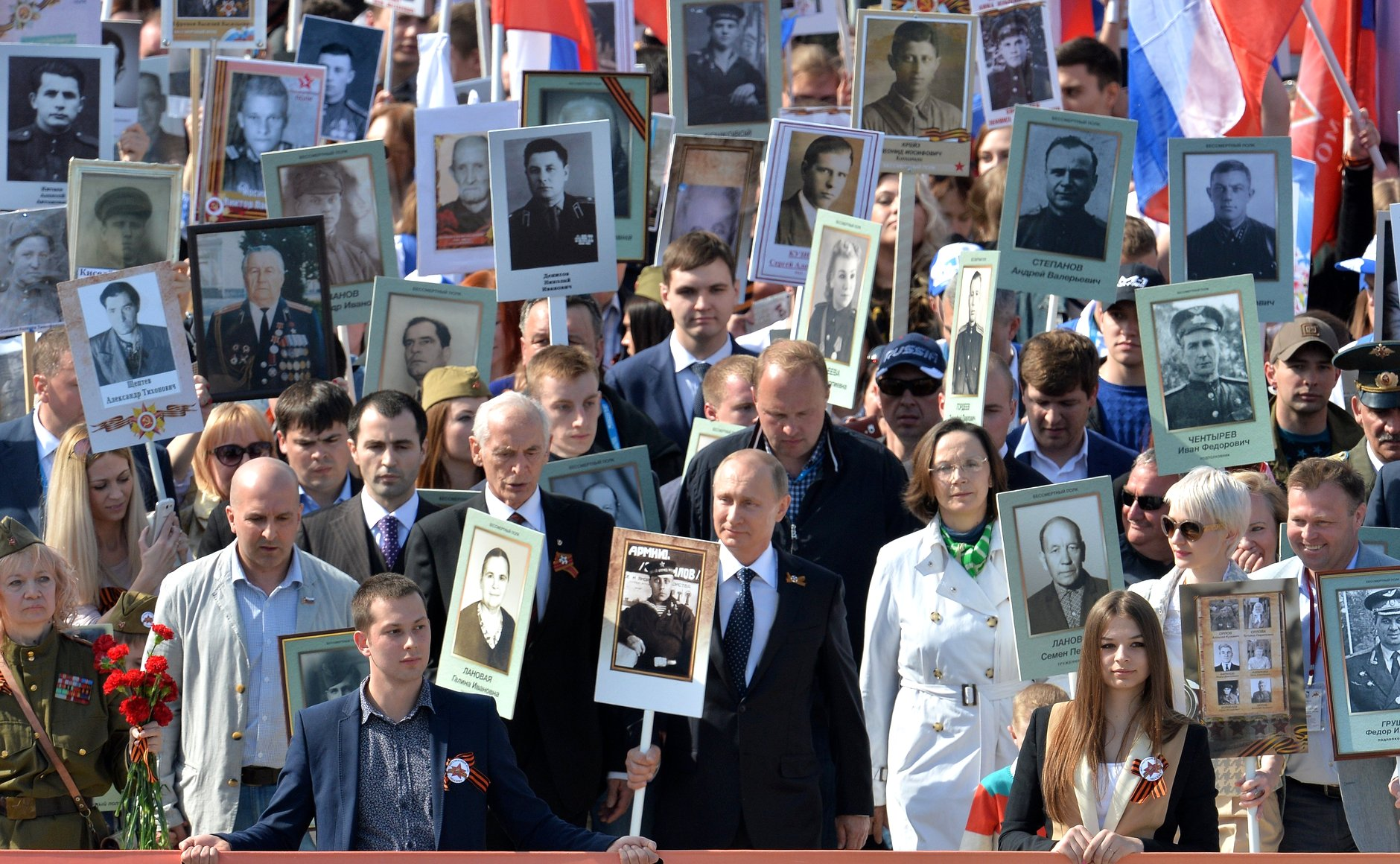
Wladimir Putin mit dem Bild seines Vaters am Tag des Sieges 2015

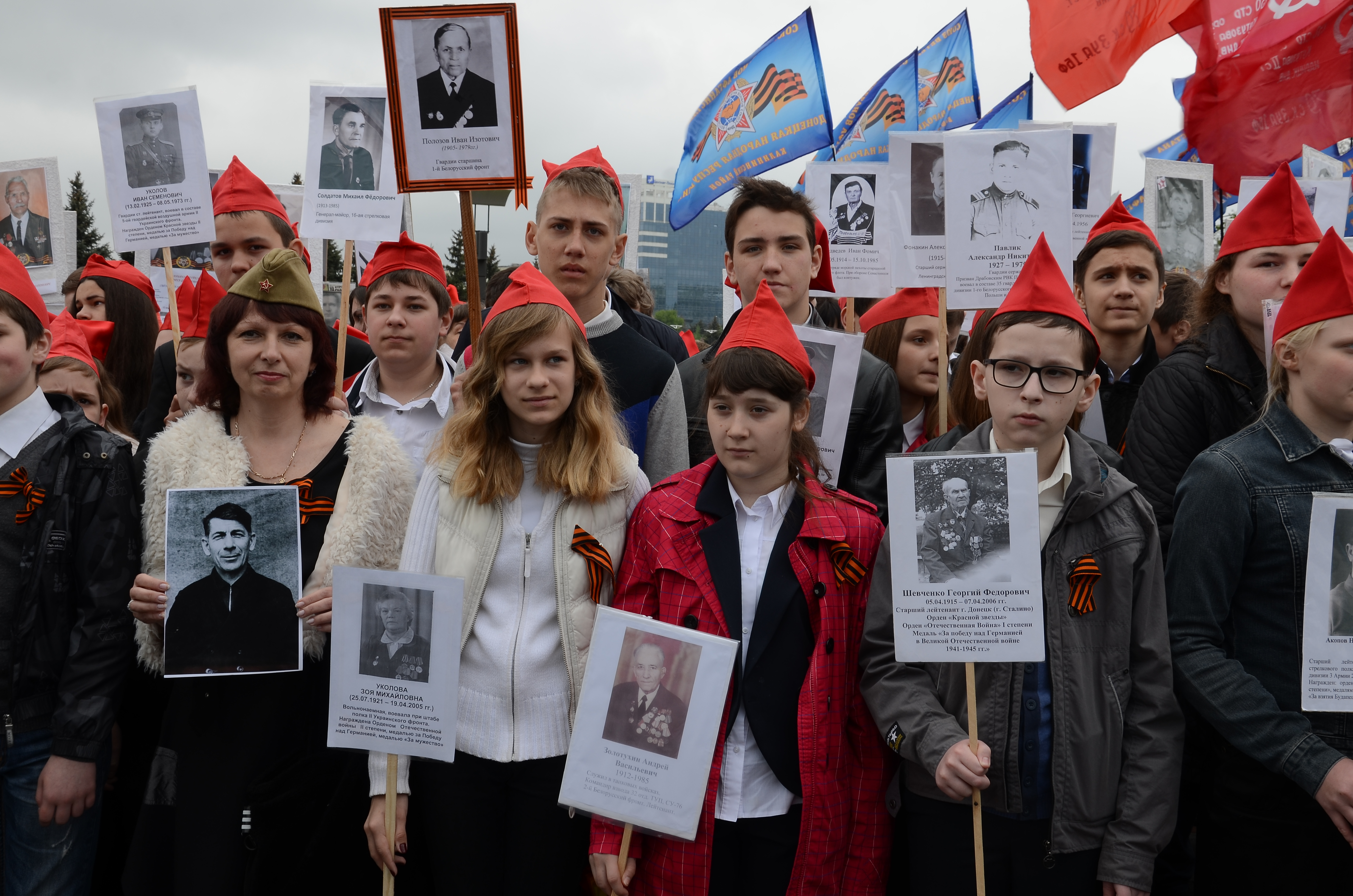
Teilnehmer der Aktion in Donezk, 2015

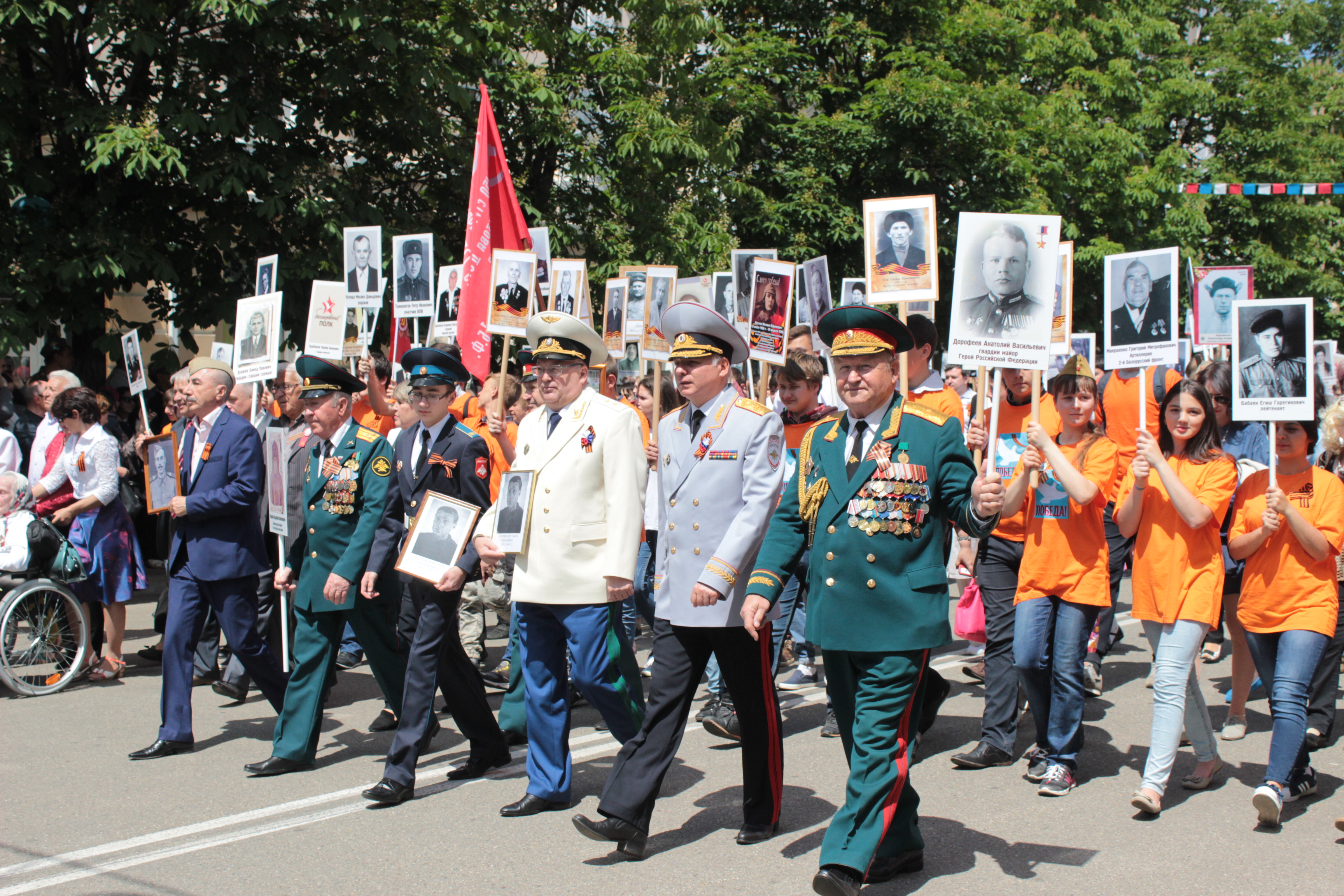
„Unsterbliches Regiment“ in Maikop, 9. Mai 2016

Unsterbliches Regiment (russisch Бессмертный полк, Bessmertny polk) ist eine gesellschaftliche Aktion in Russland und weiteren Staaten zum Tag des Sieges. Ihre Teilnehmer versammeln sich zu einem Gedenkmarsch und tragen die Bilder ihrer Familienmitglieder, die im Großen Vaterländischen Krieg gekämpft haben.

## Geschichte
Bereits vor der Aktion mit der Bezeichnung „Unsterbliches Regiment“ gab es Veranstaltungen mit einem ähnlichen Charakter. So marschierten Schüler mit Bildern von Veteranen bereits 1965 durch Nowosibirsk. In der westsibirischen Stadt Tjumen trugen im Jahr 2007 auf Anregung des Veteranen-Verbandes Menschen beim Umzug Fotos anderer Veteranen. Zwei Jahre später fanden solche Umzüge auch in Kemerowo, Kasan und Nowosibirsk statt, 2010 Moskau, genannt „Parade der Sieger“. Unter dem aktuellen Namen und auf Initiative der aus dem Journalismus stammenden Gründer verlief die Aktion erstmals in Tomsk im Jahr 2012. Im Jahr 2013 fand sie bereits in 30 Städten statt, im Jahr 2014 in 120 Städten (darunter in der Ukraine und Kasachstan) mit einer halben Million Teilnehmern, 2015 in 500 Städten.
Der Ursprungsgedanke ist es, die Geschichte der eigenen Großeltern zu erfragen und zu bewahren. Auf dem Internetauftritt der Bewegung erfolgte die Archivierung von Familiengeschichten, bis 2022 waren bereits etwa 900.000 auf der Website zu finden.
Die Tomsker Organisatoren beklagten zunehmende Versuche durch Politiker und Behörden, das „Unsterbliche Regiment“ für politische Ziele zu missbrauchen. Wie alle zivilgesellschaftlichen Veranstaltungen, welche eine gewisse Anzahl Menschen mobilisieren konnten, wurde auch das Unsterbliche Regiment vom Regime gekapert. – anstelle von Friedenswünschen trat „giftige Kriegspropaganda“. Jede spätere Erwähnung des „Unsterblichen Regiments“ im Zusammenhang mit „Patriotismus“ („wie Imperialismus und Nationalismus heute genannt werden“), sei ein Stich ins Herz des Mitgründers Sergei Lapenkow gewesen. Lapenkow verglich 2022 die Zukunftsgerichtetheit der Sowjetunion mit der Rückwärtsgewandtheit der nun instrumentalisierten Aktion. „Die Vergangenheit ist um der Zukunft willen, nicht umgekehrt.“
Die augenfälligsten Zeugen einer Perversion waren die nach vom Staat organisierten Märschen weg geworfenen Porträts der angeblich Verehrten. Kritiker warfen der Bewegung die Verherrlichung der Kriegszeit vor und gründeten die Bewegung „Unsterbliche Baracke“ zur Erinnerung an die Millionen von Opfern des Gulag und den Terror des sowjetischen Regimes gegenüber der eigenen Bevölkerung.
Im Jahr 2015 zum 70. Jahrestag des Sieges fand die Aktion in Russland, Österreich, Aserbaidschan, Belarus, Deutschland, Israel, Irland, Kasachstan, Kirgistan, der Mongolei, Norwegen, den USA, der Ukraine und in Estland statt. In Moskau wurde sie nach der Siegesparade auf dem Roten Platz und auf den Straßen der Stadt abgehalten. Nach Angaben der Polizei nahmen daran 500.000 Menschen teil, darunter auch Präsident Wladimir Putin, der das Porträt seines Vaters trug, der im Zweiten Weltkrieg Soldat war.

## Organisatorisches
Die Organisation übernimmt die historisch-patriotische öffentliche Bewegung „Unsterbliches Regiment“. Eine Voranmeldung zur Teilnahme ist nicht erforderlich. Ziel der Aktion ist die Ehrung eines Familienmitglieds, der ein Kriegsveteran, ein Partisan, ein Untergrundkämpfer, ein Arbeiter an der Heimatfront, ein KZ-Insasse oder ein Betroffener der Leningrader Blockade war. Verboten ist das Zurschaustellen jeglicher kommerzieller oder politischer Botschaften. Auch rote Fahnen und Porträts Stalins sind untersagt.